# دنيس كوك (سياسي)
دنيس كوك هو سياسي كندي، ولد في 2 يونيو 1924 في أثاباسكا ‏ في كندا، وتوفي في 2 يوليو 2008 في نيو ويستمينيستر في كندا. نشط حزبياً في الحزب الديمقراطي الجديد في كولومبيا البريطانية ‏.